# Бад-Мюнстерайфель

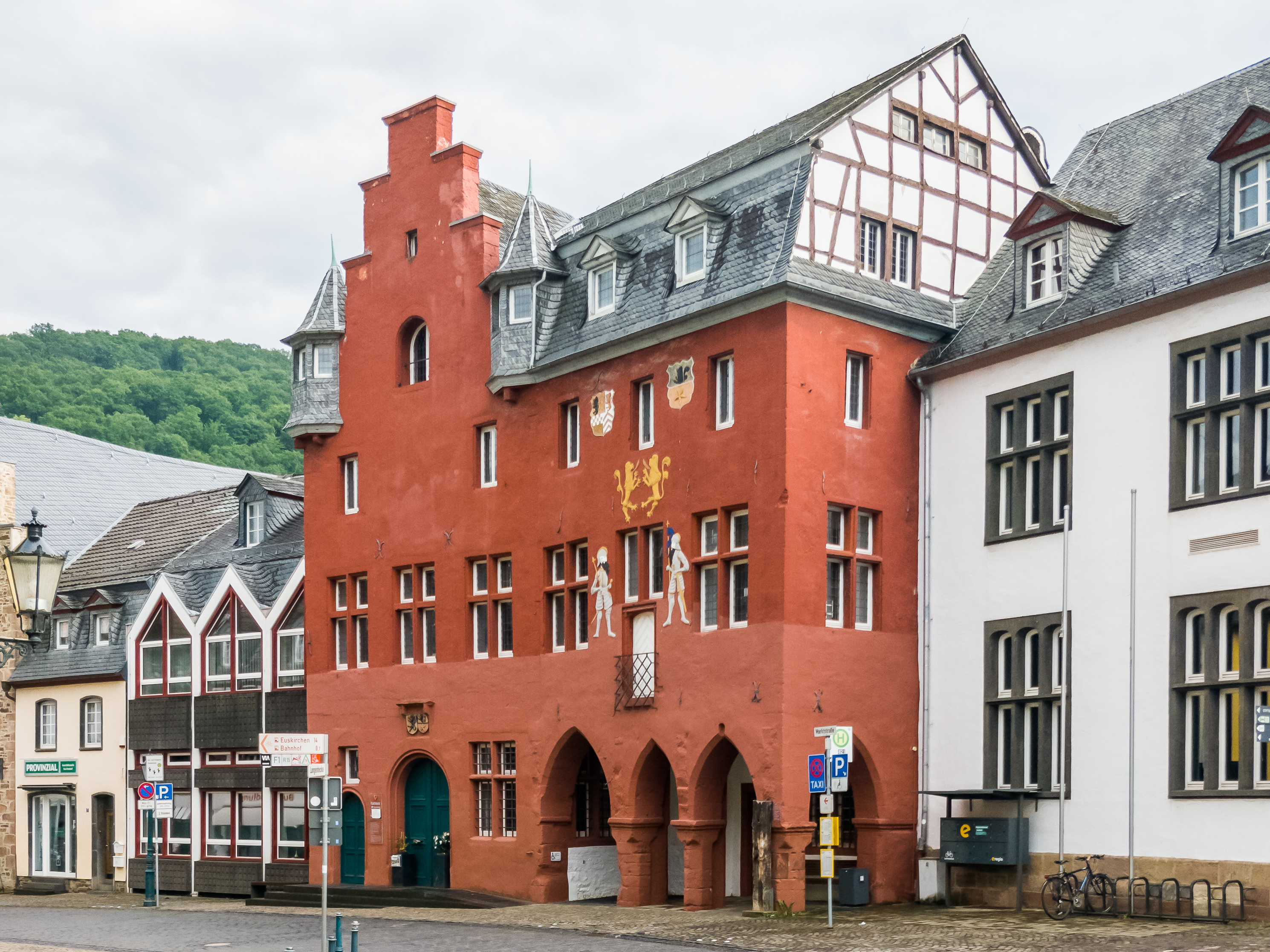
Бад-Мюнстерайфель

Бад-Мюнстерайфель (нем. Bad Münstereifel) (до 1967 года — Мюнстерайфель) — город в Германии, в земле Северный Рейн-Вестфалия. Подчинён административному округу Кёльн. Входит в состав района Ойскирхен. Город считается средневековой жемчужиной с почти полностью сохранившейся восстановленной городской стеной и является курортом, особенно для жителей мегаполисов Кёльна, Бонна, Дюссельдорфа и Рурской области. С 12 сентября 1974 года Бад-Мюнстерайфель является официально признанным государством курортом Кнайпа.
Население составляет 17 152 человек (на 2021 год). Занимает площадь 150,84 км². Официальный код  —  05 3 66 004. Согласно государственному плану развития, базовый центр, расположенный на реке Эрфт, берёт на себя часть функций среднего центра и имеет 4 109 жителей (по состоянию на 31 декабря 2019 г.) в центре города и еще 13 000 жителей в ассоциированных 56 поселениях и деревнях. В середине июля 2021 года несколько частей города пострадали от сильного наводнения.

## Известные личности в Бад Мюнстерайфеле

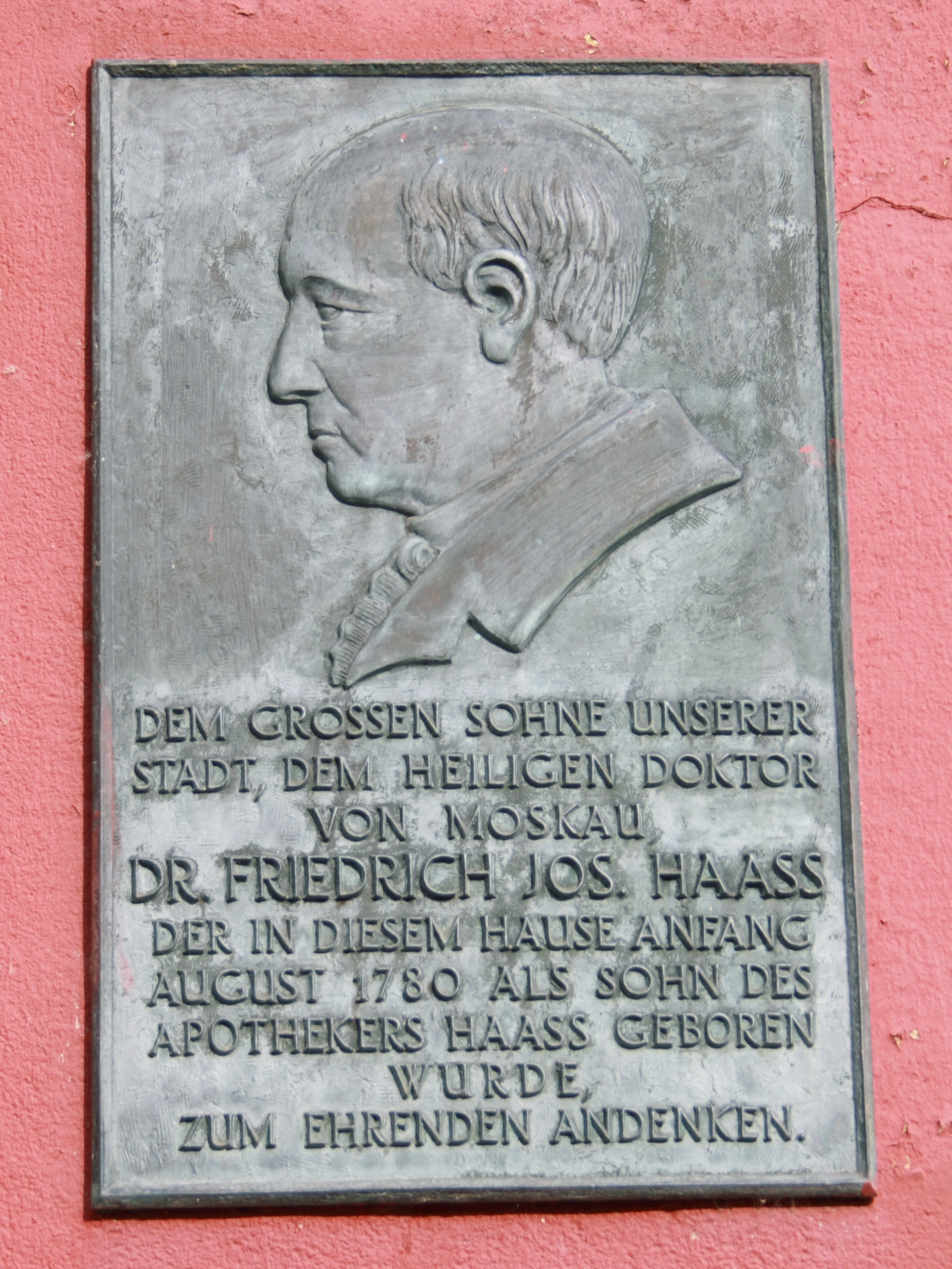
Мемориальная доска на доме, в котором родился доктор Гааз

- В 1780 году в городе родился Фридрих-Иосиф Гааз[4], известный в России как Фёдор Петрович Гааз — врач, филантроп, жил и работал в Москве, посвятил свою жизнь облегчению участи заключённых и ссыльных. В 1998 году на собранные пожертвования в родном городе был установлен памятник, являющийся копией московского памятника 1909 года.
- Ночью 4 мая 1974 года федеральный канцлер Вилли Брандт и лидер фракции СДПГ Герберт Венер провели в Бад-Мюнстерайфеле беседу, которая, как считается, привела к отставке Брандта через несколько дней[5].
- С 2009 года в городе проживает Хайно[6] — поп- и рок певец, один из самых знаменитых исполнителей в Германии.
- 20 июля 2021 года Ангела Меркель посетила Бад-Мюнстерайфель, чтобы своими глазами увидеть ущерб от наводнения[7].